# Valverde (Spanien)
Valverde ist eine der drei Gemeinden der Kanareninsel El Hierro und nimmt den östlichen Teil der Insel ein. Valverde ist auch der Name der Inselhauptstadt.

## Orte der Gemeinde
Die Bevölkerungszahlen in Klammern stammen aus dem Jahr 2011.
- Caleta (281)
- Echedo (213)
- Erese (189)
- Guarazoca (352)
- Isora (404)
- Mocanal (952)
- Las Playas (110)
- Puerto de La Estaca (111)
- San Andrés (245)
- Tamaduste (286)
- Tiñor (31)
- Temijiraque (188)
- Valverde (1686)

## Geschichte
Früher hieß das Bimbachen-Dorf Amoco. Der heutige Name Valverde (spanisch: Grünes Tal) trifft zwar zumindest im Frühjahr zu, aber vielleicht haben die ersten spanischen Siedler den Ort auch aus Gründen der Erinnerung an ihre Heimat umbenannt, denn in Spanien gibt es mehrere Orte dieses Namens. La Villa, was so viel heißt wie Kleinstadt, nennen die Herreños ihre Stadt. Sie wurde Ende des 15. Jahrhunderts Sitz des gräflichen Verwalters. Zwar gab es auch hier eine gehobene Bevölkerungsschicht aus Politik, Kirche und Militär, aber es waren nur wenige, und so bestimmte weiterhin die Weidewirtschaft das ländliche Leben. Im Juli 1899 vernichtete ein Großbrand das Rathaus von Valverde und das darin befindliche Inselarchiv, das seit 1553 geführt wurde. So wurden der Insel bedeutende Dokumente entrissen und machte sie überwiegend geschichtslos.
Im Wappen der Gemeinde ist, ebenso wie im Inselwappen, der geschichtsträchtige und für die Bevölkerung noch heute wichtige Garoé-Baum verewigt. Dieser Baum spendete auch in Dürrezeiten noch Wasser.

## Stadtbild
In der noch eher dörflichen Hauptstadt von El Hierro gibt es zwar meist entlang der zwei Hauptstraßen die wichtigsten Gebäude wie Rathaus und Gericht, Krankenhaus und Supermärkte, ein Gymnasium und andere Bildungseinrichtungen, Musikschulen und Orte, wo es Theater und Konzerte gibt, doch prägen den Ort mehr die Gemüsegärten, Hühner und Ziegen. Der Ort selbst, auf ca. 600 Metern über dem Meeresspiegel, ist die einzige Hauptstadt der Kanaren, die keinen direkten Zugang zum Meer hat und verfügt daher über keinen eigenen Hafen. Er erstreckt sich über die Hänge vierer Berggipfel und besteht aus dem unteren Ortsteil El Cabo, der Stadtmitte La Calle und der Oberstadt Tesine. Valverde bildet den Verkehrsknotenpunkt zwischen Hafen und Flughafen.

## Klima
Valverde kann eine typisch südländische Atmosphäre ausstrahlen, wenn die warme Sonne einmal unverhüllt vom Himmel scheint. Oft hängt jedoch dichter Passatnebel (genannt: bruma) über der hochgelegenen Stadt und bildet einen feucht-kühlen Grauschleier, unter dem es auch stürmisch sein kann. Der Ort kann sich so in wenigen Augenblicken in einen unwirtlichen Ort verwandeln. Wenige Höhenmeter weiter unten kann das Wetter aber schon ganz anders aussehen.

## Sehenswertes
- Die dreischiffige Hauptkirche der Insel, Santa María de la Concepción aus dem 18. Jahrhundert. Ihre Grundmauern gehen auf die Mitte des 16. Jahrhunderts zurück. Sie diente früher auch als Zufluchtsort vor Piratenangriffen. Zur Bajada 1999, dem größten Inselfest zu Ehren der Virgen de los Reyes, wurden sie und das gegenüberliegende Pfarrhaus restauriert. Innen hat sie eine kanarische Holzdecke im Mudéjarstil. Auf dem barocken Altar befindet sich die Statue der Nuestra Señora de la Concepción.
- Das Rathaus (Ayuntamiento) ist ein großes Gebäude im kanarischen Stil. Es wurde erst in den 1930er-Jahren erbaut.
- Die Kapelle Ermita de Santiago, der älteste Kirchbau El Hierros. Als es dieses Gebäude noch nicht gab, wurde der Heilige Santiago in der Höhle Cueva de la Polvora verehrt.
- Im Archäologischen Museum kann man alte herrenische Keramik besichtigen.